# Reekado Banks
 (décembre 2023).
Ayoleyi Hanniel Solomon (né le 6 décembre 1993), plus connu sous son nom de scène Reekado Banks, est un chanteur et auteur-compositeur nigérian. Il a signé avec Mavin Records en 2014 et a quitté le label en 2018 . Il a pris le nom de scène Spicy avant son contrat de disque avec Mavin Records. Reekado Banks a remporté le prix de la recrue de l'année à The Headies 2014 et a remporté le prix controversé Next Rated à The Headies 2015. Son premier album studio Spotlight est sorti le 1er septembre 2016 ; il a fait ses débuts à la 10e place du classement Billboard World Albums.

## Vie et carrière
Reekado Banks est le dernier enfant d'une famille qui aime la musique. Son père est pasteur d'Isarun, Ifedore LGA, État d'Ondo et sa mère est traiteuse. Il a grandi dans un cadre disciplinaire parce que ses deux parents étaient pasteurs. Il a terminé son école secondaire à l'âge de 14 ans et a commencé à enregistrer sa première série de chansons en 2008. Son frère aîné a produit toutes ses chansons précédentes et lui a enseigné les rudiments du chant, de l'écriture et de la production. La première partie de son nom de scène se traduit par « souverain fort », tandis que la seconde partie se traduit vaguement par « risse ». En 2014, Ayoleyi est diplômé de l'Université de Lagos avec un diplôme en histoire et en études stratégiques,. Il a cité Don Jazzy, 2Baba, DJ Jimmy Jatt, Olamide et M.I comme ses principales inspirations musicales .

### Accord et art de Mavin Records
Son contrat d'enregistrement avec Mavin Records est le résultat de la soumission par son frère, Temi Solomon, de certaines de ses chansons au label dans le cadre d'une recherche de talents en ligne. Reekado Banks a signé avec le label après que ses entrées aient été sélectionnées parmi plus de 5 000 entrées. Dans une interview avec le National Mirror, il a déclaré que son frère avait soumis ses chansons et communiqué avec le label en son nom sans son consentement initial. Le chanteur a également déclaré au National Mirror qu'il était un artiste polyvalent qui fait de la musique avec l'idée que les humains sont différents et ont des goûts différents .

### 2014-présent: départ de Singles et Mavin Records
Reekado Banks a créé le single Turn It Up le 21 février 2014, ce qui a coïncidé avec le jour où il a signé avec Mavin Records. La chanson met en vedette Tiwa Savage et est sortie comme son premier single officiel sous Mavin Records . Le chanteur est aussi présent sur la chanson acclamée par la critique Dorobucci, aux côtés de Don Jazzy, Korede Bello, Tiwa Savage, Di'Ja, Dr SID et D'Prince. Reekado Banks a également travaillé avec certains des artistes susmentionnés pour sortir trois singles collaboratifs: Adaobi, Arise et Looku Looku. Le 13 février 2015, il a sorti le single Katapot produit par Don Jazzy. En parlant au journal Vanguard, Reekado Banks a déclaré qu'il l'avait créé pour ses fans. Il s'agissait d'une piste diss vers D'banj et Wande Coal. En février 2015, Don Jazzy a démystifié les allégations dans une série de tweets. 
En juillet 2015, Ayoleyi a signé un accord d'approbation avec la société nigériane de télécommunications Globacom. Le 7 décembre 2018, il a annoncé son départ de son label après cinq ans chez eux. Il a également annoncé le lancement de sa société indépendante, Banks Music. En septembre 2019, le journal Vanguard a rapporté que Reekabo Banks avait abandonné son frère aîné comme son manager. En 2021, il a sorti le single Ozumba Mbadiwe. Le 1er septembre 2023, à la suite du lancement de Virgin Music Nigeria, Kimani Moore a annoncé l'unité chargée des distributions Reekado Banks et Darkoo.

## Discographie

### Albums
- Spotlight (2016)

### EPs
- Off the Record (2020)
- OTR, Vol. 2 (2021)
- Ozumba Mbadiwe Remix (2022)

### Singles
- RORA : 2019 [19]
- Feel Different (featuring Adekunle Gold & Maleek Berry) : 2023
- Fakosi : 2023